# Eliška Klimková-Deutschová
Eliška Klimková-Deutschová, rozená Folkmannová (14. prosince 1906 Litomyšl – 2. prosince 1981 Praha) byla česká lékařka a profesorka neurologie.

## Životopis
Eliška Folkmannová se narodila v rodině rabína Isaka Folkmanna. Ukončila střední školu v Chrudimi a studovala na lekařské fakultě Univerzity Karlovy v Praze. Studia medicíny ukončila v roce 1931. Začala pracovat na neurologické klinice u profesora Vladimíra Haškovce, později v Brně na neurologicko-psychiatrické klinice u profesora Miroslava Křivého. Její první manžel byl RNDr. Jaroslav Klimko (Klymko).
Od září 1939 nesměla pracovat a byla deportována do koncentračního tábora Terezín, kde působila jako ředitelka nemocnice. Podílela se zde na vymýcení epidemie, zejména virové encefalitidy v letech 1942 až 1944. Později byla deportována do tábora Auschwitz a subtábora Gross-Rosen v Chrastavě. Domů se mohla navrátit až po osvobození 9. května 1945.
V roce 1945 začala pracovat na neurologické ambulanci s profesorem Kamilem Hennerem v Praze, kde se začala věnovat také vědecké práci. V roce 1958 obhájila kandidátskou práci na téma neurastenie a psychoneurastenie. Odstěhovala se do Plzně, kde od roku 1961 až do roku 1972 pracovala jako ředitelka neurologické kliniky spadající pod lékařskou fakultu Univerzity Karlovy v Praze. Přednášela vysokoškolským studentům. V roce 1961 získala doktorát, o šest let později titul profesor.
Profesorka Klimková-Deutschová měla neobyčejně rozsáhlou činnost, věnovala se prevenci, vědeckovýzkumné práci a vyučovala studenty. V Plzni na neurologické klinice zavedla přednášky z dětské neurologie a elektrofyziologie. Kromě učitelské praxe v Plzni vybudovala moderní ústav, vybavený všemi nejnovějšími a nejpokrokovějšími vyšetřovacími metodami a zavedla systematický výzkum průmyslové neurologie. Stala se také zakladatelkou průmyslové neurologie. Během své lékařské praxe také publikovala mnoho odborných a vědeckovýzkumných prací o neurologii i hraničních oborech. Její druhým manželem byl pražský právník JUDr. Kurt Deutsch (1909–1991).
Stala se iniciátorkou a první předsedkyní komise průmyslové neurologie Československé neurologické společnosti. Byla sekretářkou Mezinárodní komise průmyslové neurologie Světové federace neurologie. Stala se členkou Federálního a Českého výboru Neurologické společnosti. Působila deset let jako vedoucí redaktorka v Československé neurologii a neurochirurgii v Praktickém lékaři pak jako jeden z členů redakční rady.

## Vyznamenání
- 1965: Vyznamenání Za vynikající práci
- 1970: Plaketa České mírové rady
- 1971: Československá cena míru
- 1975: Medaile Zasloužilý bojovník proti fašismu  1. třídy
- Medaile České lékařské společnosti

## Publikace (výběr)
- et al.: Stručný přehled učení I. P. Pavlova. (Pavlovský seminář. Sborník prací) kolektivu neurologické kliniky Karlovy univ. SZdN, Praha 1954.
- et al.: Tuberkulosní zánět mozkomíšních plen u dospělých. SZdN, Praha 1955.
- Praktické problémy neurologie. (Sborník). SZdN, Praha 1956.
- et al.: Nervové projevy porfyrické choroby. SZdN, Praha 1957.
- se Zdeňkem Mackem: Neurasthenie und Pseudoneurasthenie. Eine klinische Studie. VEB Verlag Volk und Gesundheit, Berlin 1959.
- Časná diagnosa v průmyslové neurologii. Metodika, patoklise a prevence. Státní zdravotnické nakl., Praha 1965.
- s Františkem Hůzlem: Vliv životního a pracovního prostředí na zdraví člověka. Sborník vědeckých prací. Celofakultní vědecká konference lékařské fakulty University Karlovy v Plzni ve dnech 29.–30. listopadu 1965. Krajský ústav národního zdraví, Plzeň 1966.
- s Herbertem Pohlem: Die Frühdiagnose in der Industrieneurologie. Methodik, Pathoklise, Prophylaxe – mit 17 Tabellen. Verlag Volk und Gesundheit, Berlin 1972.

### Jiné publikace
- Heredodegenerativní choroby ústředního nervstva. v: Encyklopedie praktického lékaře. 1939–1962, č. 8, Borský a Šulc, Praha 1953, s. 225–228.
- Der Einfluß von Strahlen auf das Nervensystem. v: International Archives of Occupational and Environmental Health (Impact Factor: 2.2). 12/1956. doi:10.1007/BF00318020
- s Jitkou Odvárkovou: Messungen elektrocutaner Leitungskurven bei Werktätigen unter Einwirkung ionisierender Strahlen. v: Archiv für Gewerbepathologie und Gewerbehygiene. March 1958, Vol. 16, Issue 2, s. 178–183. doi:10.1007/BF00312729
- Neurologische Befunde in der Plastikindustrie bei Styrol-Arbeitern. v: Internationales Archiv für Gewerbepathologie und Gewerbehygiene. January 1962, Vol. 19, Issue 1, s. 35–50. doi:10.1007/BF00373185
- Neurologische Störungen bei Porphyrie und ihre Dynamik. v: Journal of the Neurological Sciences 05/1964; 1(3), s. 211–225. doi:10.1016/0022-510X(64)90001-2
- s Kamilem Hennerem: The anniversary of associate professor Dr. Eliska Klimková-Deutschová, CSc. v: Ceskoslovenská neurologie 29:6 1966 Nov., s. 419–421.
- s E. Vencovským: 65th birthday of Prof. Eliska Klimková-Deutschová, CSc. v: Ceskoslovenská psychiatrie 68:2 1972 Apr., s. 127–128.
- s Edgarem Lukášem: Proceedings of the 2nd International Industrial and Environmental Neurology Congress, Prague, 1974, Czechoslovakia. Československá neurologická společnost., Research Group on Industrial and Environmental Neurology, Univerzita Karlova, Praha 1976.
- Druhové rozdíly vlivu chronického přetěžování = Differences in the effect of chronic overloading. v: Československá neurologie a neurochirurgie. 1978, Roč. 41/74/, č. 4, s. 277–282.